# Charlie O'Rourke
Charles Christopher O'Rourke (Montreal, 10 maggio 1917 – Brockton, 14 aprile 2000) è stato un giocatore di football americano canadese che ha militato nel ruolo di quarterback nella National Football League (NFL) e nella All-America Football Conference (AAFC).

## Carriera
O'Rourke all'università giocò a football al Boston College guidandolo nel 1940 alla miglior stagione della sua storia e alla vittoria del campionato nazionale. Iniziò la carriera professionistica nel 1942 con i Chicago Bears. Scese in campo sporadicamente, chiuso dal titolare Sid Luckman, completando 37 passaggi su 88 per 951 yard, 11 touchdown e 16 intercetti. Quegli 11 touchdown sono un record per un rookie dei Bears ancora imbattuto al 2022. O'Rourke intercettò anche tre passaggi in difesa, con i Bears che ebbero un record di 11-0.
Dopo tre anni nella Marina, O'Rourke fece ritorno al football nel 1946 con i Los Angeles Dons della AAFC. In due stagioni con la squadra passò 2.699 yard, 25 touchdown e 30 intercetti. Nel 1948 si unì ai Baltimore Colts come punter e quarterback di riserva dietro a Y.A. Tittle. Nel 1949 giocò solo cinque partite prima di ritirarsi, divenendo assistente allenatore di Baltimore finché la squadra si sciolse nel 1950.

## Palmarès
- College Football Hall of Fame